# Кардинал-протодьякон
Кардина́л-протодья́кон — глава сана кардиналов-дьяконов, как правило старший по возрасту среди кардиналов-дьяконов или старший по возведению в сан кардинала.
У кардинала-протодьякона есть несколько привилегий. Так именно кардинал-протодьякон объявляет с балкона Апостольского дворца об избрании нового папы римского, произнося известную формулу Habemus Papam и имя новоизбранного понтифика.
До 1978 года кардинал-протодьякон короновал папской тиарой нового папу. Так кардинал-протодьякон Альфредо Оттавиани короновал Павла VI. Сегодня кардинал-протодьякон вручает новому папе и новым митрополитам паллий — древний знак епископского достоинства.
С 28 октября 2024 года, кардиналом-протодьяконом является французский куриальный кардинал Доминик Мамберти, который сменил итальянского кардинала Ренато Раффаэле Мартино .

## Список кардиналов-протодьяконов
...
- кардинал Романо — кардинал-протодьякон (? — 1135);
- кардинал Эймерик Бургундский, C.R.L. — кардинал-протодьякон (1135 — 1141?);
- кардинал Грегорио Тарквини — кардинал-протодьякон (1143 — 1145);
- кардинал Одоне Фаттибони — кардинал-протодьякон (1145 — 1162);
- кардинал Юг де Фуйуа O.S.B. — кардинал-протодьякон (1162 — 1164);
- кардинал Джачинто Бобоне — кардинал-протодьякон (1164 — 1191; избран Папой под именем Целестин III);
- кардинал Грациано Пизанский — кардинал-протодьякон (1191 — 1203);

...
- кардинал Джованни деи Конти ди Сеньи — кардинал-протодьякон (1210 — 1213);
- кардинал Гвидо Пьерлеони — кардинал-протодьякон (1213 — 1221);
- кардинал Оттавиано деи Конти ди Сеньи — кардинал-протодьякон (1221 — 1231);
- кардинал Райньеро Капоччи — кардинал-протодьякон (1231 — 1250);

...
- кардинал Хиль Торрес — кардинал-протодьякон (1252 — 1254);
- кардинал Риккардо Аннибальди — кардинал-протодьякон (1254 — 1276);
- кардинал Джованни Гаэтано Орсини — кардинал-протодьякон (4 октября 1276 — 25 ноября 1277; избран Папой под именем Николая III);
- кардинал Джакомо Савелли — кардинал-протодьякон (25 ноября 1277 — 2 апреля 1285; избран Папой под именем Гонорий IV);
- кардинал Гоффредо да Алатри — кардинал-протодьякон (1285 — 1287);
- кардинал Маттео Орсини — кардинал-протодьякон (1287 — 1305);
- кардинал Джакомо Колонна — кардинал-протодьякон (1305 — 1318);
- кардинал Наполеоне Орсини — кардинал-протодьякон (1318 — 1342);
- кардинал Раймон Гийом де Форж — кардинал-протодьякон (1342 — 1346);
- кардинал Гайар де Ла Мотт — кардинал-протодьякон (1346 — 1352);
- кардинал Гийом де Ла Жюжи — кардинал-протодьякон (1352 — 1356);
- кардинал Бернар де Ла Тур — кардинал-протодьякон (1356 — 1368);
- кардинал Николя де Бесс — кардинал-протодьякон (1368 — 1369);
- кардинал Пьер Роже де Бофор — кардинал-протодьякон (5 ноября 1369 — 30 декабря 1370; избран Папой под именем Григорий XI);
- кардинал Ринальдо Орсини — кардинал-протодьякон (1370 — 1374);
- кардинал Юг де Сен-Марсиаль — кардинал-протодьякон (1374 — 1378);
- кардинал Гульельмо ди Капуя — кардинал-протодьякон (1383 — 1384);
  - кардинал Юг де Сен-Марсиаль — кардинал-протодьякон (1378 — 1403 — послушания Авиньона с 1378 года)[1];
- кардинал Марино Булкани — кардинал-протодьякон (1390 — 1394);
- кардинал Анджело д’Анна де Соммарива, O.S.B. Cam. — кардинал-протодьякон (1394 — 1396);
- кардинал Ландольфо Марамальдо — кардинал-протодьякон (1403/1404 — 1408);
  - кардинал Ландольфо Марамальдо — кардинал-протодьякон (1408 — 1415 — пизанское послушание);
  - кардинал Людовико Фиески — кардинал-протодьякон (1403 — 1404 — послушания Авиньона с 1404 года и Пизы с 1409 года);
- кардинал Ринальдо Бранкаччо — кардинал-протодьякон 1409/1410 — 27 марта 1427;
- кардинал Лючидо Конти — кардинал-протодьякон октябрь 1427 — 9 сентября 1437;
- кардинал Просперо Колонна — кардинал-протодьякон сентябрь 1437 — 24 марта 1463;
- кардинал Родриго Борджиа — кардинал-протодьякон 24 марта 1463 — 30 августа 1471; избран Папой под именем Александр VI;
- кардинал Франческо Тодескини-Пикколомини — кардинал-протодьякон 30 августа 1471 — 22 сентября 1503; избран Папой под именем Пий III;
- кардинал Рафаэль Риарио — кардинал-протодьякон (22 сентября — 29 ноября 1503);
- кардинал Джованни Колонна — кардинал-протодьякон 29 ноября 1503 — 26 сентября 1508;
- кардинал Джованни Медичи — кардинал-протодьякон 26 сентября 1508 — 9 марта 1513; избран Папой под именем Лев X;
- кардинал Федерико Сансеверино — кардинал-протодьякон июнь 1513 — 7 августа 1516;
- кардинал Алессандро Фарнезе старший — кардинал-протодьякон август 1516 — 15 июня 1519; избран Папой под именем Павел III;
- кардинал Ипполито I д’Эсте — кардинал-протодьякон июнь 1519 — 3 сентября 1520;
- кардинал Аманьё д’Альбре — кардинал-протодьякон 3 сентября — 20 декабря 1520;
- кардинал Марко Корнаро — кардинал-протодьякон 20 декабря 1520 — 14 декабря 1523;
- кардинал Алессандро Чезарини старший — кардинал-протодьякон 14 декабря 1523 — 31 мая 1540;
- кардинал Никколо Ридольфи — кардинал-протодьякон 31 мая 1540 — 31 января 1550;
- кардинал Инноченцо Чибо — кардинал-протодьякон 28 февраля — 14 апреля 1550;
- кардинал Никколо Гадди — кардинал-протодьякон 27 июня 1550 — 20 ноября 1551;
- кардинал Гвидо Асканьо Сфорца ди Санта Фьора — кардинал-протодьякон 9 марта 1552 — 6 октября 1564;
- кардинал Джулио делла Ровере — кардинал-протодьякон 1565 — 15 февраля 1566;
- кардинал Инноченцо Чокки дель Монте — кардинал-протодьякон 3 декабря 1568 — 2 ноября 1577;
- кардинал Антонио Карафа — кардинал-протодьякон 8 ноября 1577 — 12 декабря 1583;
- кардинал Луиджи д’Эсте — кардинал-протодьякон 19 декабря 1583 — 30 декабря 1586;
- кардинал Фердинандо Медичи — кардинал-протодьякон 7 января 1587 — 28 ноября 1588;
- кардинал Андреас Австрийский — кардинал-протодьякон 28 ноября 1588 — 12 ноября 1600;
- кардинал Франческо Сфорца ди Санта Фьора — кардинал-протодьякон 12 ноября 1600 — 13 ноября 1617 — объявлял избрание папы римского Льва XI и папы римского Павла V;
- кардинал Одоардо Фарнезе — кардинал-протодьякон 13 ноября 1617 — 11 января 1621;
- кардинал Андреа Барони Перетти Монтальто — кардинал-протодьякон 11 января — 5 мая 1621, объявлял избрание папы римского Григория XV;
- кардинал Алессандро д’Эсте — кардинал-протодьякон 19 апреля 1621 — 2 октября 1623, объявлял избрание папы римского Урбана VIII;
- кардинал Карло Эммануэле Пио ди Савойя — кардинал-протодьякон 2 октября 1623 — 16 марта 1626;
- кардинал Маурицио Савойский — кардинал-протодьякон 16 марта 1626 — 10 ноября 1642;
- кардинал Карло Медичи — кардинал-протодьякон 10 ноября 1642 — 12 декабря 1644, объявлял избрание папы римского Иннокентия X;
- кардинал Антонио Барберини — кардинал-протодьякон 12 декабря 1644 — 21 июля 1653;
- кардинал Джанджакомо Теодоро Тривульцио — кардинал-протодьякон 21 июля 1653 — 14 мая 1655, объявлял избрание папы римского Александра VII;
- кардинал Джулио Габриэлли старший — кардинал-протодьякон 14 мая 1655 — 6 марта 1656;
- кардинал Вирджинио Орсини — кардинал-протодьякон 6 марта 1656 — 11 октября 1666;
- кардинал Ринальдо д’Эсте — кардинал-протодьякон 11 октября 1666 — 12 марта 1668;
- кардинал Франческо Майдалькини — кардинал-протодьякон 12 марта 1668 — 19 октября 1689, хотя кардинал Ринальдо д’Эсте, объявлял избрание папы римского Климента IX, а Майдалькини объявлял избрание папы римского Климента X, папы римского Иннокентия XI и папы римского Александра VIII;
- кардинал Никколо Аччайоли — кардинал-протодьякон 19 октября — 28 ноября 1689;
- кардинал Урбано Саккетти — кардинал-протодьякон 28 ноября 1689 — 22 декабря 1693, объявлял избрание папы римского Иннокентия XII;
- кардинал Бенедетто Памфили, O.S.Io.Hieros. — кардинал-протодьякон 22 декабря 1693 — 22 марта 1730, объявлял избрание папы римского Климента XI, папы римского Иннокентия XIII и папы римского Бенедикта XIII;
- кардинал Лоренцо Альтьери — кардинал-протодьякон 24 июля 1730 — 3 августа 1741, объявлял избрание папы римского Климента XII;
- кардинал Карло Мария Марини — кардинал-протодьякон 7 августа 1741 — 16 января 1747, объявлял избрание папы римского Бенедикта XIV;
- кардинал Алессандро Альбани — кардинал-протодьякон 16 января 1747 — 11 декабря 1779, объявлял избрание папы римского Климента XIII, папы римского Климента XIV и папы римского Пия VI;
- кардинал Доменико Орсини д’Арагона — кардинал-протодьякон 13 декабря 1779 — 10 января 1789;
- кардинал Иньяцио Гаэтано Бонкомпаньи-Людовизи — кардинал-протодьякон 30 марта 1789 — 9 августа 1790;
- кардинал Грегорио Антонио Мария Сальвиати — кардинал-протодьякон 29 ноября 1790 — 5 августа 1794;
- кардинал Винченцо Мария Альтьери — кардинал-протодьякон 12 сентября 1794 — 12 марта 1798;
- кардинал Антонио Дориа Памфили — кардинал-протодьякон 12 марта 1798 — 31 января 1821, объявлял избрание папы римского Пия VII;
- кардинал Фабрицио Руффо — кардинал-протодьякон 31 января 1821 — 13 декабря 1827, объявлял избрание папы римского Льва XII;
- кардинал Джузеппе Альбани — кардинал-протодьякон 13 декабря 1827 — 3 декабря 1834, объявлял избрание папы римского Пия VIII и папы римского Григория XVI;
- кардинал Агостино Риварола — кардинал-протодьякон 3 декабря 1834 — 7 ноября 1842;
- кардинал Томмазо Риарио Сфорца — кардинал-протодьякон 7 ноября 1842 — 14 марта 1857, объявлял избрание папы римского Пия IX;
- кардинал Людовико Гаццоли — кардинал-протодьякон 14 марта 1857 — 12 февраля 1858;
- кардинал Джузеппе Уголини — кардинал-протодьякон 12 февраля 1858 — 19 декабря 1867;
- кардинал Джакомо Антонелли — кардинал-протодьякон 19 декабря 1867 — 6 ноября 1876;
- кардинал Просперо Катерини — кардинал-протодьякон 6 ноября 1876 — 28 октября 1881, объявлял избрание папы римского Льва XIII;
- кардинал Теодольфо Мертэль — кардинал-протодьякон 28 октября 1881 — 24 марта 1884;
- кардинал Доменико Консолини — кардинал-протодьякон 24 марта — 20 декабря 1884;
- кардинал Лоренцо Иларионе Ранди — кардинал-протодьякон 20 декабря 1884 — 20 декабря 1887;
- кардинал Джузеппе Печчи — кардинал-протодьякон 20 декабря 1887 — 8 февраля 1890;
- кардинал Джон Генри Ньюмен, ораторианец, — кардинал-протодьякон 8 февраля — 11 августа 1890;
- кардинал Йозеф Хергенрётер — кардинал-протодьякон 11 августа — 3 октября 1890;
- кардинал Томмазо Мария Дзильяра, доминиканец, — кардинал-протодьякон 3 октября 1890 — 1 июня 1891;
- кардинал Исидоро Верга — кардинал-протодьякон 1 июня 1891 — 22 июня 1896;
- кардинал Луиджи Макки — кардинал-протодьякон 22 июня 1896 — 29 марта 1907, объявлял избрание папы римского Пия X;
- кардинал Андреас Штайнхубер, иезуит, — кардинал-протодьякон 29 марта — 15 октября 1907;
- кардинал Франческо Сенья — кардинал-протодьякон 15 октября 1907 — 4 января 1911;
- кардинал Франческо Салезио делла Вольпе — кардинал-протодьякон 4 января 1911 — 5 ноября 1916, объявлял избрание папы римского Бенедикта XV;
- кардинал Гаэтано Бислети — кардинал-протодьякон 5 ноября 1916 — 17 декабря 1928, объявлял избрание папы римского Пия XI;
- кардинал Камилло Лауренти — кардинал-протодьякон 17 декабря 1928 — 16 декабря 1935;
- кардинал Камилло Качча Доминиони — кардинал-протодьякон 16 декабря 1935 — 12 ноября 1946, объявлял избрание папы римского Пия XII;
- кардинал Никола Канали — кардинал-протодьякон 12 ноября 1946 — 3 августа 1961, объявлял избрание папы римского Иоанна XXIII;
- кардинал Альфредо Оттавиани — кардинал-протодьякон 3 августа 1961 — 26 июня 1967, объявлял избрание папы римского Павла VI;
- кардинал Аркадио Мария Ларраона Саралеги, кларетинец — кардинал-протодьякон 26 июня 1967 — 28 апреля 1969;
- кардинал Уильям Теодор Хёрд — кардинал-протодьякон 28 апреля 1969 — 18 мая 1970;
- кардинал Антонио Баччи — кардинал-протодьякон 18 мая 1970 — 20 января 1971;
- кардинал Майкл Браун, доминиканец, — кардинал-протодьякон 20 января — 31 марта 1971;
- кардинал Федерико Калори ди Виньяле — кардинал-протодьякон 31 марта — 10 августа 1971;
- кардинал Шарль Журне — кардинал-протодьякон 10 августа 1971 — 5 марта 1973;
- кардинал Перикле Феличи — кардинал-протодьякон 5 марта 1973 — 30 июня 1979, объявлял избрание папы римского Иоанна Павла I и папы римского Иоанна Павла II;
- кардинал Серджо Пиньедоли — кардинал-протодьякон 30 июня 1979 — 15 июня 1980;
- кардинал Умберто Моццони — кардинал-протодьякон 15 июня 1980 — 2 февраля 1983;
- кардинал Опилио Росси — кардинал-протодьякон 2 февраля 1983 — 22 июня 1987;
- кардинал Джузеппе Каприо — кардинал-протодьякон 22 июня 1987 — 26 ноября 1990;
- кардинал Аурелио Сабаттани — кардинал-протодьякон 26 ноября 1990 — 5 апреля 1993;
- кардинал Дурайсами Симон Лурдусами — кардинал-протодьякон 5 апреля 1993 — 29 января 1996;
- кардинал Эдуардо Мартинес Сомало — кардинал-протодьякон 29 января 1996 — 9 января 1999;
- кардинал Пио Лаги — кардинал-протодьякон 9 января 1999— 26 февраля 2002;
- кардинал Луиджи Поджи — кардинал-протодьякон 26 февраля 2002 — 24 февраля 2005;
- кардинал Хорхе Артуро Медина Эстевес — кардинал-протодьякон 24 февраля 2005 — 23 февраля 2007, объявлял избрание папы римского Бенедикта XVI;
- кардинал Дарио Кастрильон Ойос — кардинал-протодьякон 23 февраля 2007 — 1 марта 2008;
- кардинал Агостино Каччавиллан — кардинал-протодьякон 1 марта 2008 — 21 февраля 2011;
- кардинал Жан-Луи Торан — кардинал-протодьякон 21 февраля 2011 — 12 июня 2014, объявлял избрание папы римского Франциска;
- кардинал Ренато Раффаэле Мартино — кардинал-протодьякон 12 июня 2014 — 28 октября 2024;
- кардинал Доминик Мамберти — кардинал-протодьякон 28 октября 2024 — по настоящее время, объявлял избрание папы римского Льва XIV.